# Marathon van Nagano 2015
De marathon van Nagano 2015 vond plaats op zondag 19 april 2015 in Nagano. Het was de zeventiende editie van deze marathon.
Bij de mannen werd de wedstrijd gewonnen door de Keniaan Henry Kipsigei in 2:11.39. Hij kwam met dezelfde tijd over de finish als Tomohiro Tanigawa uit Japan. Bij de vrouwen was de Keniaanse Beatrice Chepkemoi het snelste in 2:34.02. Zij was ruim drie minuten sneller dan haar achtervolger.
In totaal namen er 8356 lopers deel, waarvan 7127 mannen en 1229 vrouwen.

## Uitslagen

### Mannen
| rang   | naam              | land | tijd    |
| ------ | ----------------- | ---- | ------- |
| Goud   | Henry Kipsigei    | KEN  | 2:11.39 |
| Zilver | Tomohiro Tanigawa | JPN  | 2:11.39 |
| Brons  | Kohei Ogino       | JPN  | 2:11.42 |
| 4      | Takuya Fukatsu    | JPN  | 2:11.48 |
| 5      | Taiga Ito         | JPN  | 2:12.04 |
| 6      | Shota Yamaguchi   | JPN  | 2:13.13 |
| 7      | Tomonori Sakamoto | JPN  | 2:13.49 |
| 8      | Sho Matsumoto     | JPN  | 2:16.18 |
| 9      | Tomohiko Takenaka | JPN  | 2:16.52 |
| 10     | Kazuki Iwanaga    | JPN  | 2:17.22 |
| 11     | Teppei Suegami    | JPN  | 2:17.32 |
| 12     | Masanori Ishida   | JPN  | 2:18.50 |
| 13     | Sora Tsukada      | JPN  | 2:19.55 |

### Vrouwen
| rang   | naam               | land | tijd    |
| ------ | ------------------ | ---- | ------- |
| Goud   | Beatrice Chepkemoi | KEN  | 2:34.02 |
| Zilver | Eri Okubo          | JPN  | 2:37.30 |
| Brons  | Yumiko Kinoshita   | JPN  | 2:40.56 |
| 4      | Shoko Mori         | JPN  | 2:41.44 |
| 5      | Chihiro Tanaka     | JPN  | 2:44.11 |
| 7      | Catherine Ndereba  | KEN  | 2:50.52 |
| 8      | Akane Mutazaki     | JPN  | 2:51.30 |
| 9      | Kiyoko Shimihara   | JPN  | 2:56.33 |
| 10     | Eri Ito            | JPN  | 3:01.29 |

Shinmai-periode:

1958 ·
1959 ·
1960 ·
1961 ·
1962 ·
1963 ·
1964 ·
1965 ·
1966 ·
1967 ·
1968 ·
1969 ·
1970 ·
1971 ·
1972 ·
1973 ·
1974 ·
1975 ·
1976 ·
1977 ·
1978 ·
1979 ·
1980 ·
1981 ·
1982 ·
1983 ·
1984 ·
1985 ·
1986 ·
1987 ·
1988 ·
1989 ·
1990 ·
1991 ·
1992 ·
1993 ·
1994 ·
1995 ·
1996 ·
1997 ·
1998

Nagano-periode:

1999 ·
2000 ·
2001 ·
2002 ·
2003 ·
2004 ·
2005 ·
2006 ·
2007 ·
2008 ·
2009 ·
2010 ·
2011 ·
2012 ·
2013 ·
2014 ·
2015 ·
2016 ·
2017